# Щавін (Остроленцький повіт)
Щавін (пол. Szczawin) — село в Польщі, у гміні Ґоворово Остроленцького повіту Мазовецького воєводства.
Населення — 280 осіб (2011).
У 1975-1998 роках село належало до Остроленцького воєводства.

## Демографія
Демографічна структура станом на 31 березня 2011 року:
|          | Загалом | Допрацездатний вік | Працездатний вік | Постпрацездатний вік |
| -------- | ------- | ------------------ | ---------------- | -------------------- |
| Чоловіки | 152     | 36                 | 109              | 7                    |
| Жінки    | 128     | 25                 | 74               | 29                   |
| Разом    | 280     | 61                 | 183              | 36                   |